# Стул Басби
Стул Басби (англ. Busby’s stoop chair) — стул из дуба, экспонат музея небольшого городка Крикби, графство Северный Йоркшир, (Великобритания), ставший по легенде причиной гибели 65 человек. Согласно народному поверью, был проклят убийцей Томасом Басби незадолго до его казни в 1702 году.

## Легенда
Злосчастная история стула Басби начинается в XVII веке, с появления в Крикби нового жителя — Даниеля Отти. Он приобрел большую ферму на окраине, построил там новый большой дом, начав вести тихую жизнь обычного землевладельца. Но все это было лишь умелым прикрытием, так как Отти был опытным фальшивомонетчиком, которому было нужно спокойное место для его дела. В подвале дома Даниэля расположился целый цех, который по ночам производил соверены и гинеи.
Позднее Отти взял в помощники коренного местного жителя Томаса Басби. Басби влюбился в дочь Отти Элизабет и был пьяницей и дебоширом. Постоянные конфликты между напарниками привели к тому, что в пылу одного из споров Басби забил насмерть молотком отца своей любимой и был настолько беспечен, что его арестовали в тот же день. Тот факт, что Отти оказался преступником не стал смягчающим обстоятельством, а то, что сам Том был замешан в подделке денег, стало отягчающим обстоятельством.

Допив свой последний стакан, Басби воскликнул: 
«Сейчас я умру, и не вернусь сюда больше! Но пусть сдохнет тот, кто решит сесть на мое место!». 
Вскоре Томас был повешен.

## Жертвы
Никто не смел нарушить запрет более 10 лет, пока в 1712 году в паб не зашел отдохнуть приезжий трубочист, ничего не знавший о проклятии. Несколько часов спустя он погиб, рухнув с крыши.
Слухи о том, что страшилка не является вымыслом, быстро расползлись по окрестностям. Проклятый стул принёс бару широкую известность и новый хозяин заведения в 1966 году переименовал его в «Busby Stoop» (т. е «Сутулый Басби»).
Год спустя два молодых лётчика высмеяли легенду и демонстративно по очереди посидели на месте Томаса Басби, после чего уехали. Через несколько часов их машина врезалась в дерево. Оба парня погибли на месте.
Позже сержант армии Великобритании настоял на том, чтобы присесть на знаменитый стул. Через три дня он скончался от неизвестной болезни, хотя военные медики утверждали, что вообще не помнят, когда он в последний раз болел.
В 1973 году откомандированный в Крикби молодой строитель, посидевший на проклятом месте, через 3 часа после этого сорвался с крыши.
Ещё через несколько лет горничная, мывшая в заведении пол, споткнулась и случайно присела на край стула. Через несколько недель женщина скончалась от рака мозга.
Главный городской священник Джозеф Мэйнуоинг-Тейлор неоднократно предпринимал попытки освятить стул, но список жертв продолжал неуклонно расти.
Предпоследней жертвой места висельника была 37-летняя американская туристка Энн Конелаттер, бухгалтер из штата Нью Йорк, которая проводила здесь отпуск. Через полчаса после того, как она посидела на стуле, женщина погибла в гостиничном лифте, у которого оборвался трос.
Последней жертвой жуткой мебели стала Мелисса Долони, отмечавшая в баре свой день рождения. Сразу после вечеринки через два квартала от трактира пьяную девушку насмерть загрызла свора бродячих собак.
После череды смертей владелец заведения Тони Эрншоу сдал стул в местный музей, где его закрепили на полуметровой высоте вместе с легендой, списком жертв и предупреждением о проклятии висельника.

## В культуре
В 26 эпизоде Webcomic Hetalia: Axis Powers, Англия заявляет о том, что отомстит Америке, используя «Стул Басби». Этот стул также упоминается в песнях «Pechka, Light My Heart», «Pub and Go», «Absolutely Invincible British Gentleman».
Стул Басби был упомянут в эпизоде телепрограммы «Неразгаданные тайны», а аналогичная история о проклятом стуле была включена в эпизод «За гранью веры: факт или вымысел».